# Nagroda Brama Stokera w 1989

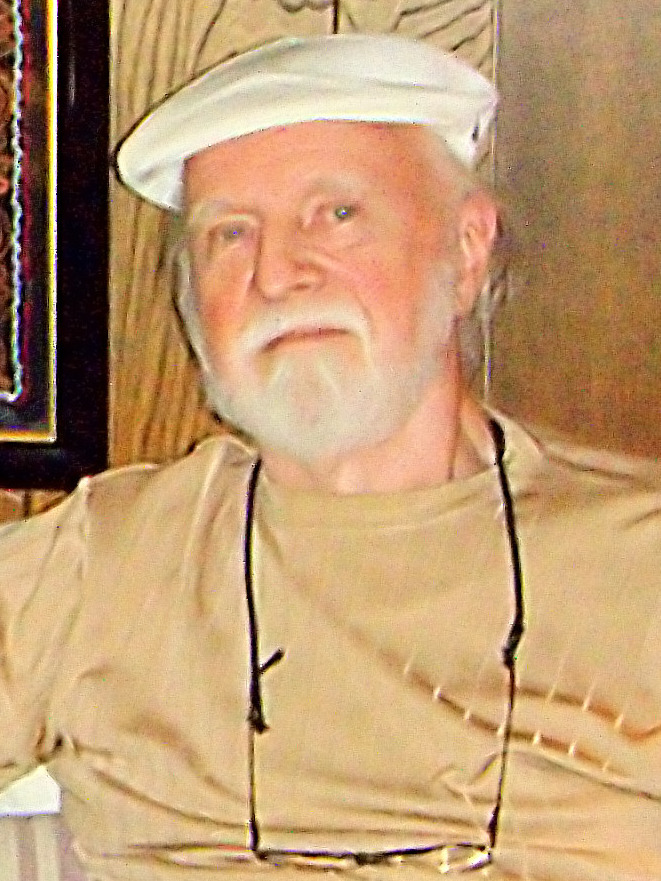
Richard Matheson - zwycięzca w kategorii Zbiór opowiadań za Collected Stories

Zwycięzcy i nominowani do Nagrody Brama Stokera za rok 1989.

## Kategorie
- Powieść (Novel) – utwór składający się z 40 000 lub więcej słów pisany prozą
- Debiut powieściowy (First Novel) – utwór składający się z 40 000 lub więcej słów pisany prozą napisany przez autora, który nigdy wcześniej nie publikował utworu w gatunkach horror, dark fantasy lub okultyzmu
- Długie opowiadanie (Long Fiction) – utwór składający się co najmniej z 7 500 słów, ale nie więcej niż 39 999 słów pisany prozą
- Krótkie opowiadanie (Short Fiction) – utwór składający się z nie więcej niż 7 499 słów pisany prozą
- Zbiór opowiadań (Fiction Collection) – zbiór co najmniej trzech oddzielnych utworów napisanych przez jednego autora i oferowanych na sprzedaż lub dystrybuowane w jednym pakiecie w formie książki, książki audio, książki elektronicznej lub innej formie. Łączna długość utworów musi wynosić co najmniej 40 000 słów.
- Utwór non-fiction (Nonfiction) – utwór składający się z 40 000 słów. Może być w formie np: krytyki, biografii, autobiografii, analizy naukowej, odniesień, komentarzy, opinii z zakresu szeroko pojętego horroru, dark fantasy lub okultyzmu.

## Legenda
| zwycięzca |
| nominacja |

## Powieść (Novel)
| Imię i nazwisko    | Tytuł oryginalny | Tytuł polski      |
| ------------------ | ---------------- | ----------------- |
| Dan Simmons        | Carrion Comfort  |                   |
| Katherine Dunn     | Geek Love        | Jarmark odmieńców |
| Charles L. Grant   | In A Dark Dream  |                   |
| Dean R. Koontz     | Midnight         | Północ            |
| Robert R. McCammon | Wolf's Hour      | Godzina wilka     |

## Debiut powieściowy (First Novel)
| Imię i nazwisko   | Tytuł oryginalny         | Tytuł polski |
| ----------------- | ------------------------ | ------------ |
| Nancy A. Collins  | Sunglasses After Dark    |              |
| Douglas Clegg     | Goat Dance               |              |
| Tom Elliott       | The Dwelling             |              |
| Jean Paiva        | The Lilith Factor        |              |
| Dean Wesley Smith | Laying the Music to Rest |              |

## Długie opowiadanie (Long Fiction)
| Imię i nazwisko        | Tytuł oryginalny                                       | Tytuł polski |
| ---------------------- | ------------------------------------------------------ | ------------ |
| Joe R. Lansdale        | On the Far Side of the Cadillac Desert With Dead Folks |              |
| Kristine Kathryn Rusch | Phantom                                                |              |
| Karl Edward Wagner     | At First Just Ghostly                                  |              |
| Chet Williamson        | The Confessions of St. James                           |              |

## Krótkie opowiadanie (Short Fiction)
| Imię i nazwisko    | Tytuł oryginalny                            | Tytuł polski |
| ------------------ | ------------------------------------------- | ------------ |
| Robert R. McCammon | Eat Me                                      |              |
| Edward Bryant      | A Sad Last Love at the Diner of the Damned  |              |
| Kathryn Ptacek     | Each Night, Each Year                       |              |
| Steve Rasnic Tem   | Bodies and Heads                            |              |
| Chet Williamson    | Yore Skin's Jes' So Soft 'n Purdy,' He Said |              |

## Zbiór opowiadań (Fiction Collection)
| Imię i nazwisko    | Tytuł oryginalny  | Tytuł polski |
| ------------------ | ----------------- | ------------ |
| Richard Matheson   | Collected Stories |              |
| Pat Cadigan        | Patterns          | Wzory        |
| Joe R. Lansdale    | By Bizarre Hands  |              |
| Robert R. McCammon | Blue World        |              |
| F. Paul Wilson     | Soft and Others   |              |

## Utwór non-fiction (Nonfiction)
| Imię i nazwisko          | Tytuł oryginalny                                     | Tytuł polski |
| ------------------------ | ---------------------------------------------------- | ------------ |
| Harlan Ellison           | Harlan Ellison's Watching                            |              |
| Stephen Jones Kim Newman | Horror: The 100 Best Books                           |              |
| Peter Cannon             | H.P. Lovecraft                                       |              |
| Norine Dresser           | American Vampires: Fans, Victims, Practitioners      |              |
| Leonard Wolf             | Horror: A Connoisseur's Guide to Literature and Film |              |

## Nagroda za całokształt twórczości (Lifetime Achievement)
- Robert Bloch